# Friedrich Siebert (Komponist)
Friedrich Siebert (geboren 25. Mai 1906 in Orb; gestorben 8. Juni 1987 in Frankfurt am Main) war ein deutscher Dirigent und Komponist.

## Leben
Friedrich Siebert besuchte das Ludwig-Georgs-Gymnasium in Darmstadt. Er studierte Musik und Dirigat an der Staatlichen Akademie für Tonkunst und Komposition bei Gustav Geierhaas in München. Er lernte das Horn bei Edmund Stegner in Frankfurt am Main und wurde an der Universität Frankfurt am Main promoviert.
Siebert war zunächst als Orchesterdirigent und Opernkapellmeister am Landestheater Detmold engagiert. Nach Kriegsende wohnte er in Frankfurt und arbeitete als Gastdirigent und Komponist.
Siebert komponierte sinfonische und kammermusikalische Werke und eine Oper.

## Kompositionen (Auswahl)
- Die Weiber von Schorndorf. Oper in drei Akten. Libretto Matthias Josef Weiss.
- Böhmischer Tanz. Magdeburg : Heinrichshofens Verl., 1943, Part.
- Der Bamberger Reiter. Berlin : Birnbach, 1943, Part.
- Festliche Musik. Magdeburg : Heinrichshofens Verlag, 1943, Part.
- Heldisches Vorspiel. Magdeburg : Heinrichshofens Verlag, 1943, Part.